# Dolní Pěna
Dolní Pěna (deutsch Niederbaumgarten) ist eine Gemeinde in Tschechien. Sie liegt fünf Kilometer südlich von Jindřichův Hradec und gehört zum Okres Jindřichův Hradec.

## Geographie
Das Straßendorf Dolní Pěna erstreckt sich im Vorland der Javořická vrchovina entlang des Pěněnský potok linksseitig der Nežárka. Umgeben wird der Ort von mehreren kleineren Fischteichen und dem größeren Pěněnský rybník (Holzwehrteich) im Südosten.
Nachbarorte sind Jindřichův Hradec im Norden, Otín und Hrutkov im Nordosten, Kačlehy im Osten, Horní Pěna im Südosten, Malíkov nad Nežárkou im Süden, Dolní Žďár im Südwesten sowie Horní Žďár im Westen.

## Geschichte
Erstmals urkundlich erwähnt wurde das zwischen dem 13. und 14. Jahrhundert bei der Kolonisation der Gegend um Neuhaus gegründete Dorf Pěna im Jahre 1359.
In der Berní rula sind 1654 28 Bauernschaften verzeichnet, die terrassenförmig beiderseits des Tales in Ost-West-Richtung angelegt waren. Am oberen Ende des Ortes befand sich eine Mühle. Gepfarrt war der Ort nach Horní Pěna.
Bis zur Aufhebung der Patrimonialherrschaften im Jahre 1848 gehörte Niederbaumgarten zum Fideikommiss der Herrschaft Neuhaus. Besitzer waren die Herren von Neuhaus, die nach ihren Aussterben im Mannesstamme von den Slawata und diese wiederum von den Czernin beerbt wurden. 1850 lebten in Niederbaumgarten 446 Menschen.
Nach dem Ersten Weltkrieg kam der zuvor zu Österreich-Ungarn gehörende Ort, der zu 95 % von Deutschmährern bewohnt wurde, durch den Vertrag von St. Germain zur Tschechoslowakei. Zwischen 1938 und 1945 gehörte der Ort Nieder-Baumgarten infolge des Münchner Abkommens zum Reichsgau Niederdonau.
Nach dem Ende des Zweiten Weltkrieges, der 20 Opfer unter den Ortsbewohnern forderte, wurden die im Münchener Abkommen an Deutschland übertragenen Territorien wieder der Tschechoslowakei zugeordnet. Nieder-Baumgarten sowie die umliegenden Orte wurden am 30. Mai 1945 von Tschechen besetzt. Sie nahmen zuerst einige Geiseln und vertrieben anschließend den Großteil der deutschen Ortsbevölkerung über die Grenze nach Österreich. Drei Geiseln wurden erschossen.
Die Einwohnerzahl sank bis 1950 auf 240 und ging in der zweiten Hälfte des 20. Jahrhunderts durch Landflucht nochmals drastisch zurück. Dolní Pěna hatte 1970 nur noch 135 Einwohner. Auch die Zahl der Wohnhäuser sank von 65 (1869) auf 40 (1970).

## Bevölkerungsentwicklung
| Volkszählung | Einwohner gesamt | Volkszugehörigkeit der Einwohner | Volkszugehörigkeit der Einwohner | Volkszugehörigkeit der Einwohner |
| Jahr         | Einwohner gesamt | Deutsche                         | Tschechen                        | Andere                           |
| ------------ | ---------------- | -------------------------------- | -------------------------------- | -------------------------------- |
| 1880         | 390              | 373                              | 17                               | 0                                |
| 1890         | 334              | 334                              | 0                                | 0                                |
| 1900         | 298              | 280                              | 17                               | 1                                |
| 1910         | 301              | 286                              | 15                               | 0                                |
| 1921         | 299              | 266                              | 31                               | 2                                |
| 1930         | 279              | 250                              | 29                               | 0                                |

(Quelle der statistischen Angaben: Philosophische Fakultät der Palacký-Universität Olmütz, Tschechische Republik)

## Gemeindegliederung
Für die Gemeinde Dolní Pěna sind keine Ortsteile ausgewiesen.

## Sehenswürdigkeiten
- Kapelle St. Cordis

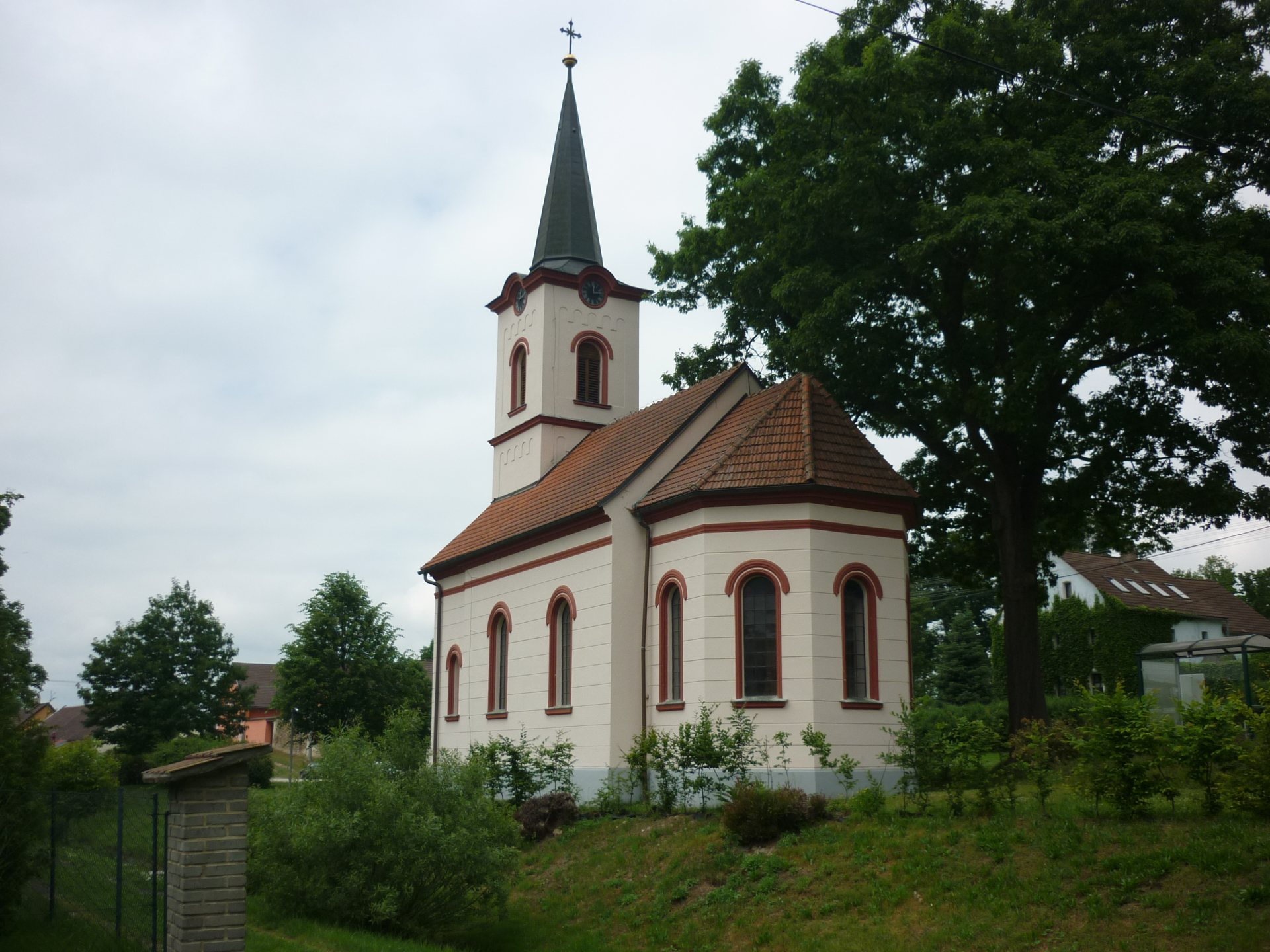
Kapelle St. Cordis auf dem Dorfplatz

- Nischenkapelle mit Statue des Hl. Johannes von Nepomuk, auf der steinernen Brücke über den Pěněnský potok
- Ein Kriegsopferdenkmal erinnert an die Opfer des Ersten Weltkrieges.

## Persönlichkeiten
- Willi Schöberl (* 1940), Träger des Josef-Löhner-Preises
- Franz Schöberl (* 1934), Träger des Josef-Löhner-Preises